# 236-я отдельная танковая бригада
236-я отдельная танковая Невельская бригада — танковая бригада Красной армии в годы Великой Отечественной войны.

## История
Сформирована в г. Горький в июле 1942 года на основании Директивы НКО № 723499сс от 15.02.1942 года. Формировалась в период с 15 по 24 июля 1942 года при Горьковском АБТ центре в районе д. Высокое Сормовского района Горьковской области. Первоначально в состав бригады входили 152-й, 474-й танковые, мотострелковый батальоны и другие подразделения.
После сформирования бригада была включена в действующую армию. В составе Действующей Армии с 27.07.1942 по 14.09.1942 и с 20.10.1942 по 27.11.1943.
С 30 июля в составе 30-й, затем 29-й армии Калининского фронта участвовала в Ржевско-Сычёвской наступательной операции. 
После ожесточённых боёв под Ржевом была выведена в резерв Ставки ВГК. 
С 20 октября до ноября 1943 года в составе войск Калининского фронта вела боевые действия по освобождению Калининской, Смоленской областей и восточных  районов Белоруссии. 
За отличие в боях при прорыве сильно укреплённой обороны противника и освобождении г. Невель была удостоена почётного наименования Невельской (7 октября 1943 года ). В приказе ВГК указано:
" ...В ознаменование одержанной победы соединениям и частям, отличившимся в боях за освобождение города Невель, присвоить наименование “Невельских”.
Впредь эти соединения и части именовать:...236-я Невельская танковая бригада."
20 февраля 1944 года была танковая бригада переформирована в 22-ю самоходную артиллерийскую бригаду.

## Состав
- Бригада формировалась по штатам №№ 010/280-010/287 от 14.07.1942 г.:
- Управление бригады [штат № 010/280]
- 474-й отдельный танковый батальон, с 15.08.1942 - 2-й танковый батальон [штат № 010/281]
- 657-й отдельный танковый батальон [штат № 010/282]
- Моторизованный стрелково-пулемётный батальон [штат № 010/283]
- Противотанковая батарея [штат № 010/284]
- Рота управления [штат № 010/285]
- Рота технического обеспечения [штат № 010/286]
- Медико-санитарный взвод [штат № 010/287]

- В сентябре - октябре 1942 г. бригада переформировывается по штатам №№ 010/240-010/248 от 06.09.1942 г.:
- Управление бригады (штат № 010/240)
- Рота управления
- 1-й отд. танковый батальон
- 2-й отд. танковый батальон
- Моторизованный стрелковый батальон
- Истребительно-противотанковая артиллерийская батарея
- Зенитная батарея
- Рота технического обеспечения
- Медико-санитарный взвод

## Подчинение
После сформирования подчинена 30-й армии Калининского фронта. На фронт прибыла 27 июля 1942 года.
28 августа 1942 года переподчинена 29-й армии Калининского фронта. 6 сентября 1942 года выведена в резерв Ставки ВГК для переформирования на ст. Кубинка Московского ВО.
20 октября 1942 года подчинена 43-й армии Калининского фронта. 30 октября 1942 года переподчинена 4-й уд. армии Калининского фронта.
21 декабря 1942 года подчинена 3-й уд. армии Калининского фронта. 3 марта 1943 года поступила в распоряжение 4-й уд. армии Калининского фронта. 17 марта 1943 года переподчинена 43-й армии Калининского фронта. 22 марта 1943 года подчинена 4-й ударной армии Калининского фронта.
12 сентября 1943 года поступила в подчинение 39-й армии Калининского фронта. 20 сентября 1943 года выведена в резерв Калининского фронта. 4 октября 1943 года в составе войск 4-й уд. армии поступила в подчинение 1-го Прибалтийского фронта. 27 ноября 1943 года выведена в резерв 1-го Прибалтийского фронта.
25 января 1944 года выведена в резерв Ставки ВГК

## Командование
Командиры бригады
- Чупров Нил Данилович (20.07.1942 - 04.11.1942), подполковник
- Тарахович Николай Николаевич (05.11.1942 - 07.03.1943), майор, с 21.02.1943 подполковник
- Ползиков Анатолий Матвеевич (08.03.1943 - 15.06.1943), подполковник
- Чупров Нил Данилович (16.06.1943 - 27.11.1943), полковник

## Награды и наименования
7 октября 1943 года	за отличие в боях при овладении г. Невель была удостоена почётного наименования «Невельской». 